# Фиат 127
„Фиат 127“ (Fiat 127) е модел малки автомобили (сегмент B) на италианската компания „Фиат“, произвеждан в три последователни поколения в периода от 1971 до 1983, след което е заменен от „Фиат Уно“.
Моделът е произвеждан и продаван в Латинска Америка под името „Фиат 147“, както и като „Сеат 127“ от „Сеат“ в Испания, „Полски Фиат 127p“ от „Полски Фиат“ в Полша и „Насър 127“ в Египет.

## История
Италия преживява истински икономически бум с моделите Фиат 500 и Фиат 850.
През 1970 година е завършен проекта по конструиране на наследник на успешния Фиат 850,
който е позициониран над Фиат 500. Предшественикът на Фиат 127 освен градската версия име и купе версия и изграден на него лекотоварен автомобил. Автомобилът е с име – номерът 127 като моделите на компанията от края на 60-те и началото на 70-те години. По всичко си личи, че това ще е новият градски автомобил не само на Италия, но ще е и един от първенците в Европа. През годините автомобилът търпи редица промени особено в стилистично отношение. Автомобилът остава като симпатичен градски автомобил. Днес този модел е силно желан от колекционерите на класически автомобили. Освен това в началото на XXI век са направени няколко прототипа за възраждането на модела от различни дизайнерски екипи.
| Фиат 127 Серия 1             |                                             |
|                              |                                             |
| Други имена                  | „Фиат 147“ „Сеат 147“ „Полски Фиат 127p“    |
| Произвеждан                  | 1971 – 1977                                 |
| Задвижване                   |                                             |
| Двигател                     | 0,9 l бензин                                |
| Други характеристики         |                                             |
| Купе                         | Хечбек 3/5 врати Седан 4 врати Купе 2 врати |
| Междуосие                    | 2225 mm                                     |
| Дължина                      | 3595 mm                                     |
| Ширина                       | 1525 mm                                     |
| Височина                     | 1360 mm                                     |
| Фиат 127 Серия 1 в Общомедия |                                             |

| Фиат 127 Серия 2             |                                |
|                              |                                |
| Произвеждан                  | 1977 – 1981                    |
| Задвижване                   |                                |
| Двигател                     | 0,9 – 1,0 l бензин 1,3 l дизел |
| Мощност                      | 33 – 55 kW 45 – 75 к.с.        |
| Други характеристики         |                                |
| Купе                         | Хечбек 3 врати                 |
| Междуосие                    | 2225 mm                        |
| Дължина                      | 3645 mm                        |
| Ширина                       | 1527 mm                        |
| Височина                     | 1358 mm                        |
| Тегло                        | 688 kg                         |
| Фиат 127 Серия 2 в Общомедия |                                |

| Фиат 127 Серия 3             |                                |
|                              |                                |
| Други имена                  | „Насър 127“                    |
| Произвеждан                  | 1982 – 1983                    |
| Задвижване                   |                                |
| Двигател                     | 0,9 – 1,3 l бензин 1,3 l дизел |
| Други характеристики         |                                |
| Купе                         | Хечбек 3 врати                 |
| Фиат 127 Серия 3 в Общомедия |                                |

## Дизайн
За разлика от предшественика си Фиат 127 залага на нова визия. Главен дизайнер на модела е Пио Мандзу. В разработката на автомобила той получава дизайнерски идеи и помощ от сина му – Джакомо Мандзу. Издължената предна решетка е добре оформяна, като в предните габарити в квадратна форма. Купета на автомобила наподобява това на Фиат 126, но автомобилът е с по-заоблена задница.

## Призове
Фиат 127 печели приза Автомобил на годината през 1972.

## Близнаци
Концернър Фиат дава лиценз през 70-те години за производство на Сеат 127, който използва базата на Фиат 127.
Няколко години по-късно същото става и със Застава за производството на Застава Юго 45.

## Производство
Във всички серии от Фиат 127 са произведени приблизително 5 100 000 екземпляра.